# Mistrzostwa Europy w Lekkoatletyce 2022 – trójskok kobiet
Trójskok kobiet – jedna z konkurencji technicznych rozgrywanych podczas lekkoatletycznych mistrzostw Europy na Stadionie Olimpijskim w Monachium.

## Terminarz
Źródło: european-athletics.com.
| Data        | Godzina |              |
| ----------- | ------- | ------------ |
| 17 sierpnia | 12:35   | Kwalifikacje |
| 19 sierpnia | 20:55   | Finał        |

## Rekordy
Tabela prezentuje rekord świata, rekord Europy, rekord mistrzostw Europy oraz najlepsze wyniki na listach światowych i eruopejskich w sezonie 2022 przed rozpoczęciem mistrzostw. Źródło: european-athletics.com, worldathletics.org.
|                          | Zawodnik              | Wynik | Miejsce  | Data                  |
| ------------------------ | --------------------- | ----- | -------- | --------------------- |
| Rekord świata            | Yulimar Rojas         | 15,74 | Belgrad  | 20 marca 2022(dts)    |
| Rekord Europy            | Inesa Kraweć          | 15,50 | Göteborg | 10 sierpnia 1995(dts) |
| Rekord mistrzostw Europy | Tatjana Lebiediewa    | 15,15 | Göteborg | 9 sierpnia 2006(dts)  |
| Listy światowe           | Yulimar Rojas         | 15,47 | Eugene   | 18 lipca 2022(dts)    |
| Listy europejskie        | Maryna Bech-Romanczuk | 14,59 | Monako   | 10 sierpnia 2022(dts) |

## Rezultaty

### Kwalifikacje
Awans: 14,40 m (Q) lub 12 najlepszych rezultatów (q). Źródło: european-athletics.com.
| Poz. | Grupa | Zawodniczka           | Reprezentacja   | Próby | Próby | Próby | Wynik | Uwagi |
| Poz. | Grupa | Zawodniczka           | Reprezentacja   | 1     | 2     | 3     | Wynik | Uwagi |
| ---- | ----- | --------------------- | --------------- | ----- | ----- | ----- | ----- | ----- |
| 1.   | B     | Neele Eckhardt-Noack  | Niemcy          | 14,53 |       |       | 14,53 | Q,    |
| 2.   | A     | Patrícia Mamona       | Portugalia      | 14,45 |       |       | 14,45 | Q,    |
| 3.   | A     | Maryna Bech-Romanczuk | Ukraina         | 14,18 | 14,36 | –     | 14,36 | q     |
| 4.   | B     | Naomi Metzger         | Wielka Brytania | 14,24 | –     | –     | 14,24 | q     |
| 5.   | B     | Kristiina Mäkelä      | Finlandia       | x     | 14,11 | –     | 14,11 | q     |
| 6.   | A     | Hanna Minienko        | Izrael          | x     | 14,06 | x     | 14,06 | q     |
| 7.   | A     | Elena Andreea Taloș   | Rumunia         | 13,55 | 14,00 | x     | 14,00 | q,    |
| 8.   | A     | Senni Salminen        | Finlandia       | 13,90 | x     | 13,87 | 13,90 | q     |
| 9.   | B     | Ottavia Cestonaro     | Włochy          | 13,39 | x     | 13,86 | 13,86 | q     |
| 10.  | A     | Dovilė Kilty          | Litwa           | 13,83 | 13,65 | 13,77 | 13,83 | q     |
| 11.  | A     | Aleksandra Naczewa    | Bułgaria        | 13,73 | 13,42 | x     | 13,73 | q     |
| 12.  | B     | Spiridula Karidi      | Grecja          | 13,49 | 13,71 | 13,40 | 13,71 | q     |
| 13.  | A     | Yekaterina Sarıyeva   | Azerbejdżan     | 13,66 | x     | x     | 13,66 |       |
| 14.  | A     | Darija Derkacz        | Włochy          | x     | 13,65 | x     | 13,65 |       |
| 15.  | B     | Aina Grikšaitė        | Litwa           | x     | 13,62 | 11,69 | 13,62 |       |
| 16.  | A     | Kristin Gierisch      | Niemcy          | x     | 11,88 | 13,59 | 13,59 |       |
| 17.  | B     | Rūta Kate Lasmane     | Łotwa           | x     | 13,39 | 13,49 | 13,49 |       |
| 18.  | A     | Gizem Akgöz           | Turcja          | x     | 13,40 | x     | 13,40 |       |
| 19.  | A     | Adrianna Szóstak      | Polska          | 13,22 | x     | 13,36 | 13,36 |       |
| 20.  | B     | Maja Åskag            | Szwecja         | x     | 13,23 | x     | 13,23 |       |
| 21.  | B     | Karolina Młodawska    | Polska          | x     | 12,87 | x     | 12,87 |       |
| 22.  | B     | Jessie Maduka         | Niemcy          | 12,11 | x     | x     | 12,11 |       |
| –    | A     | Paola Borović         | Chorwacja       | x     | x     | x     | NM    |       |
| –    | B     | Tuğba Danışmaz        | Turcja          | x     | x     | x     | NM    |       |
| –    | B     | Neja Filipič          | Słowenia        | x     | x     | x     | NM    |       |

### Finał
Źródło: european-athletics.com
| Pozycja | Zawodniczka           | Państwo         | Runda | Runda | Runda | Runda | Runda | Runda | Wynik | Uwagi |
| Pozycja | Zawodniczka           | Państwo         | 1     | 2     | 3     | 4     | 5     | 6     | Wynik | Uwagi |
| ------- | --------------------- | --------------- | ----- | ----- | ----- | ----- | ----- | ----- | ----- | ----- |
| 01 !    | Maryna Bech-Romanczuk | Ukraina         | 14,81 | 14,68 | x     | 14,80 | 15,02 | x     | 15,02 | EL    |
| 02 !    | Kristiina Mäkelä      | Finlandia       | 14,01 | 14,64 | x     | 13,93 | 14,34 | x     | 14,64 | NR    |
| 03 !    | Hanna Minienko        | Izrael          | 14,20 | x     | 14,45 | 13,97 | x     | x     | 14,45 |       |
| 4.      | Neele Eckhardt-Noack  | Niemcy          | 14,12 | 14,39 | x     | x     | 14,43 | 14,40 | 14,43 |       |
| 5.      | Patrícia Mamona       | Portugalia      | 14,26 | 14,15 | 14,39 | 14,41 | 14,15 | 13,70 | 14,41 |       |
| 6.      | Naomi Metzger         | Wielka Brytania | 14,33 | x     | 13,96 | 14,22 | 13,77 | 14,25 | 14,33 |       |
| 7.      | Senni Salminen        | Finlandia       | 14,13 | x     | x     | x     | x     | x     | 14,13 |       |
| 8.      | Elena Andreea Taloș   | Rumunia         | 13,49 | 13,80 | 14,01 | x     | 13,83 | 13,82 | 14,01 | SB    |
| 9.      | Spyridoula Karydi     | Grecja          | 13,32 | 13,10 | 13,54 | NQ    | NQ    | NQ    | 13,54 |       |
| 10.     | Ottavia Cestonaro     | Włochy          | 13,15 | x     | 13,48 | NQ    | NQ    | NQ    | 13,48 |       |
| 11.     | Aleksandra Naczewa    | Bułgaria        | x     | x     | 13,33 | NQ    | NQ    | NQ    | 13,33 |       |
| 12.     | Dovilė Kilty          | Litwa           | 13,27 | x     | 13,04 | NQ    | NQ    | NQ    | 13,27 |       |